# 바이오하자드: 4D-엑시큐터
바이오하자드 4D-Executer(Biohazard 4D-Executer)는 2000년 개봉한 영화이다.